# Verbotene Stadt

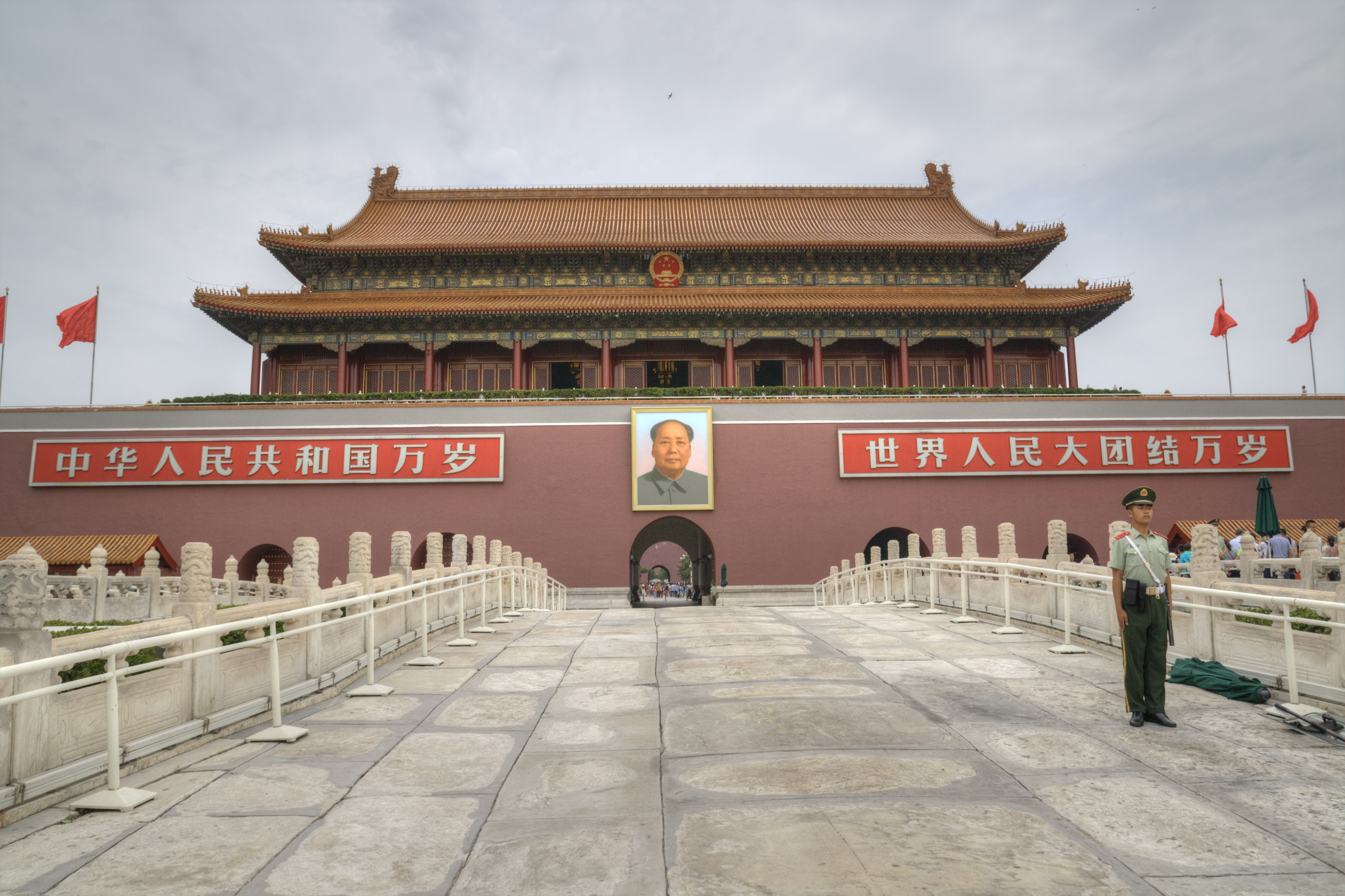
Eingang zur Verbotenen Stadt

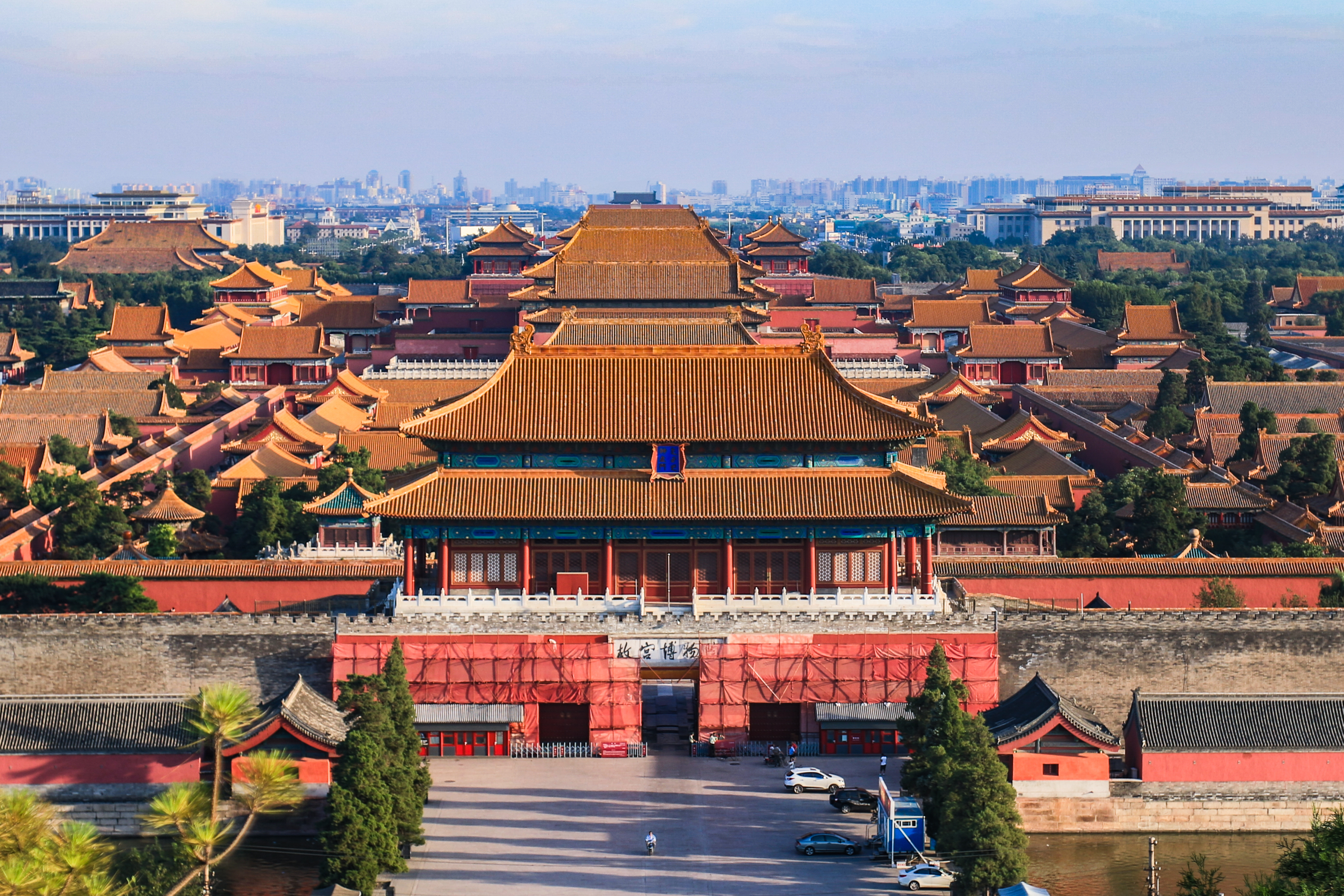
Ausblick auf die Verbotene Stadt

Die Verbotene Stadt (chinesisch 故宮 / 故宫, Pinyin Gùgōng – „alter Palast; ehemaliger Palast; ursprünglicher Palast“ bzw. 紫禁城,  Zǐjìnchéng – „Purpurne Verbotene Stadt“) ist eine Palastanlage im Zentrum Pekings. Dort lebten und regierten bis zur Revolution 1911 die chinesischen Kaiser der Dynastien Ming und Qing. Der einfachen Bevölkerung war der Zutritt verwehrt – was den Namen Verbotene Stadt erklärt. Die Verbotene Stadt liegt am nördlichen Ende des Tian’anmen-Platzes. 1987 wurde sie von der UNESCO zum Weltkulturerbe erklärt.
Die Verbotene Stadt stellt ein Meisterwerk der chinesischen Architektur dar. Ihre Anlage entsprach der Weltsicht der kaiserlichen Herrscher: ein annähernd rechtwinkliger Grundriss – ausgerichtet entsprechend dem Prinzip von Yin und Yang an der Nord-Süd-Achse – und die Verbotene Stadt als Machtsymbol des Kaisers in der Mitte. In ihr befanden sich unter anderem die Paläste der Herrscher. Die Dächer der meisten Hauptgebäude waren teilvergoldet und mit in Gelb, der Symbolfarbe des chinesischen Kaisers, glasierten Ziegeln gedeckt. Kein Gebäude in Peking durfte die Verbotene Stadt in der Höhe überragen.

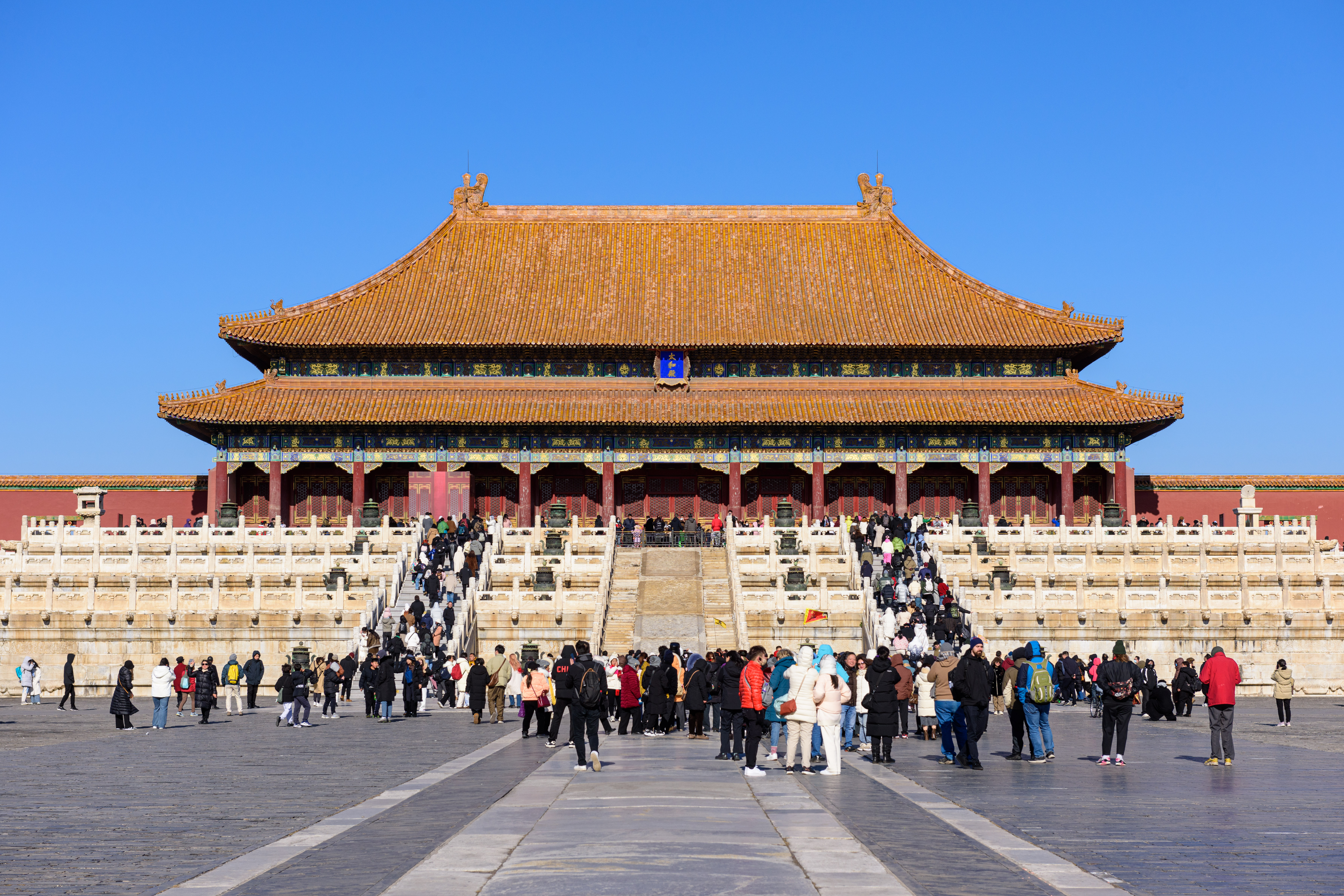
Halle der höchsten Harmonie

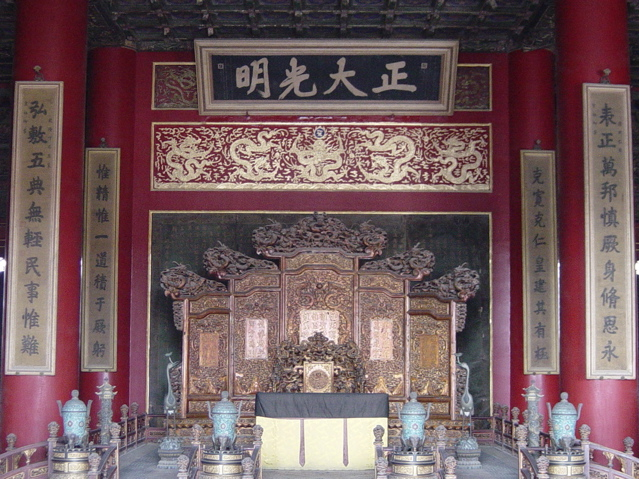
Thron im Palast der himmlischen Klarheit (darüber die Kaiserdevise: gerecht und ehrenvoll)

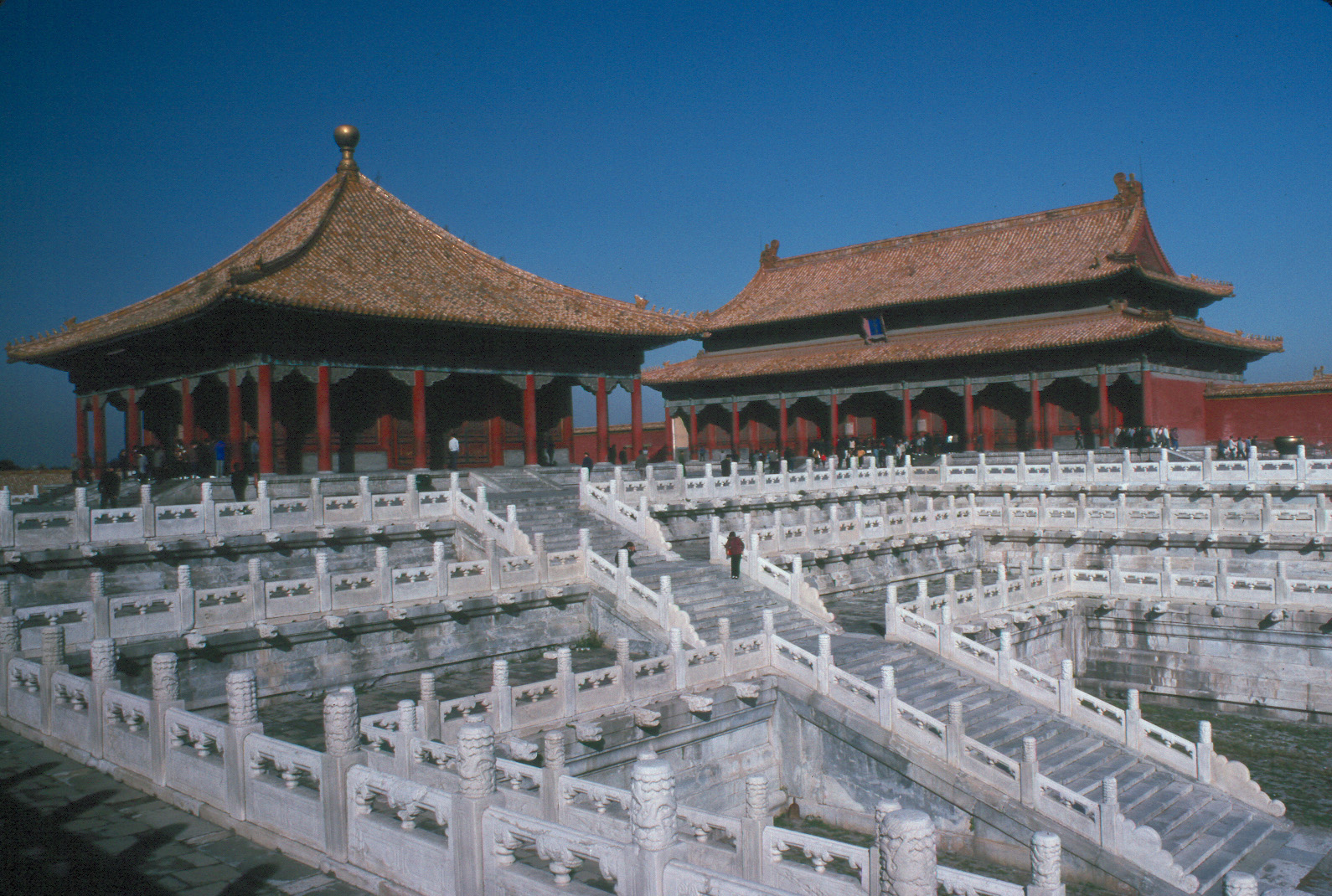
Halle der mittleren Harmonie (links) und Halle der Wahrung der Harmonie

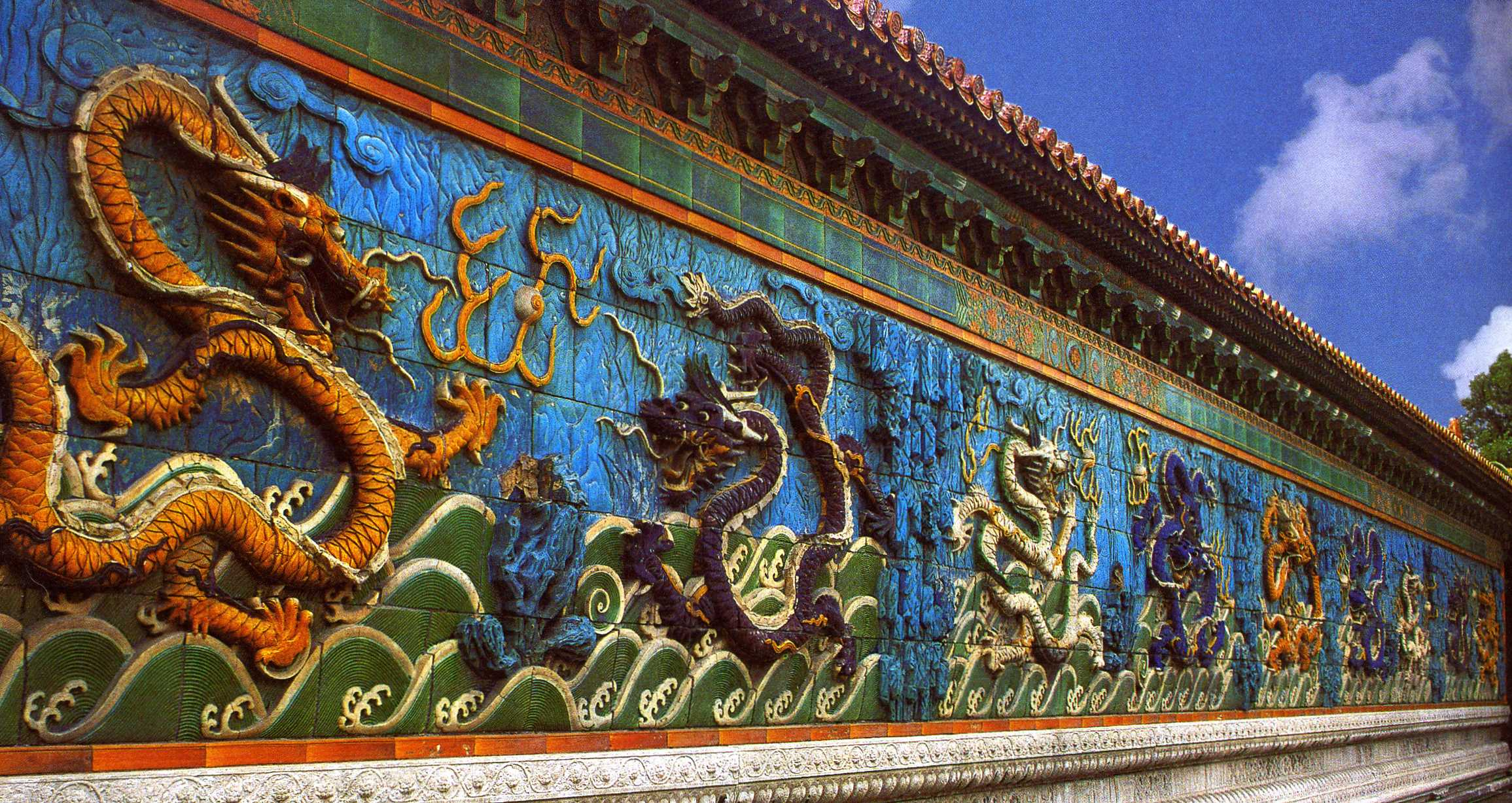
Neun-Drachen-Mauer

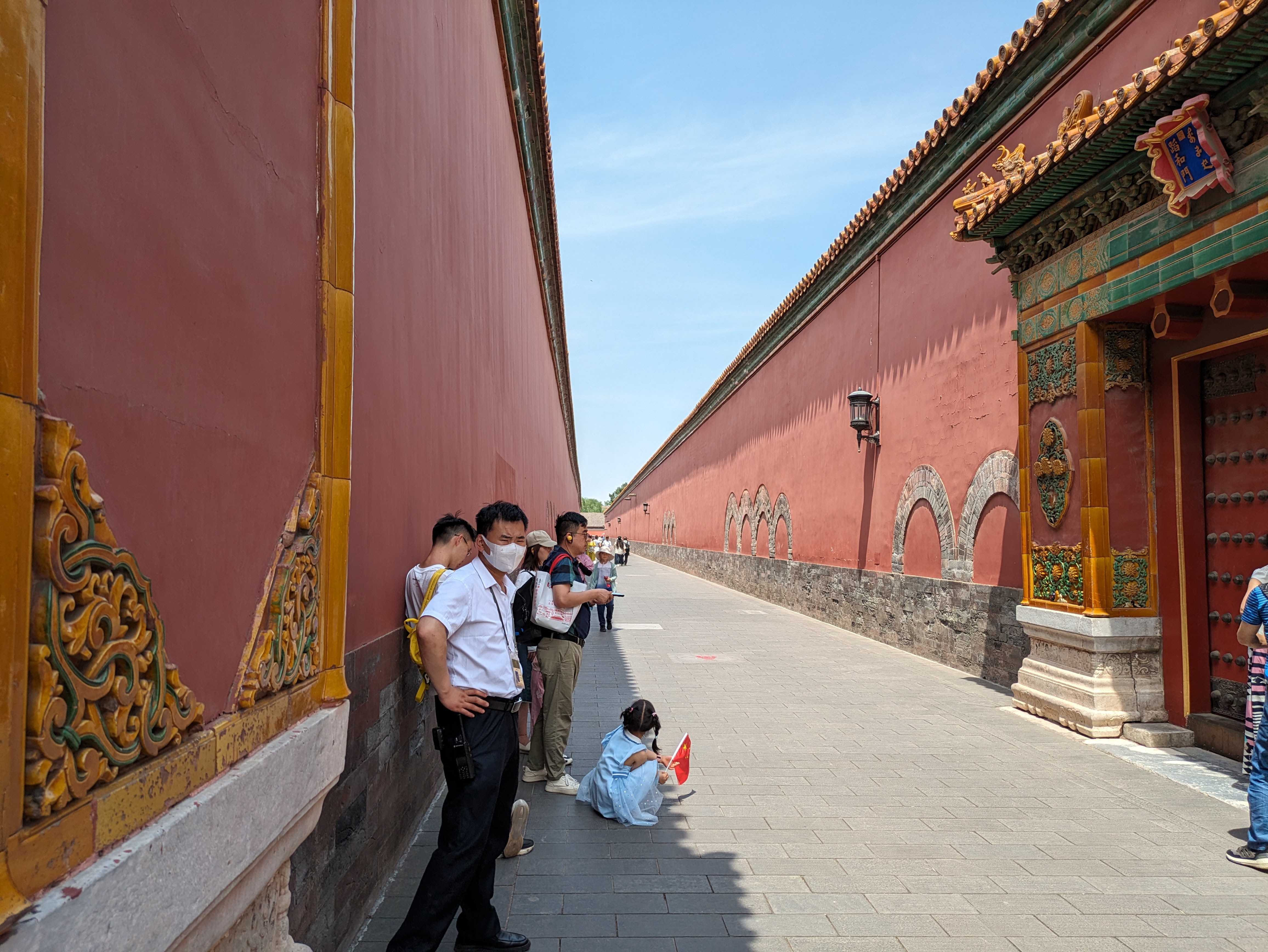
Gasse in der Verbotenen Stadt (illustriert den "Stadt"-Charakter)

## Geschichte
Der dritte Kaiser der Ming-Dynastie, Yongle, begann 1406 mit dem Bau der Verbotenen Stadt. Zeitweise sollen eine Million Sklaven und mehr als 100.000 Kunsthandwerker daran gebaut haben. Nur durch solch einen Aufwand ist es verständlich, dass der Bau schon 1420 abgeschlossen werden konnte.
Yongles Nachfolger konstruierte den Palast zwar in seinem Sinne um und erweiterte ihn noch, am Grundriss veränderten aber weder er noch ein anderer Kaiser etwas. Daher ist die Anlage noch in ihrer ursprünglichen Weise, streng an der Nord-Süd-Achse ausgerichtet, erhalten.
Von 1420 bis 1644 war die Verbotene Stadt Sitz der Ming-Dynastie. Im April 1644 zog der Bauernführer Li Zicheng in Peking ein und erklärte sich zum Kaiser, der letzte Ming-Kaiser Chongzhen erhängte sich. Bald musste Li Zicheng jedoch vor den Mandschus unter dem Kommando von General Wu Sangui fliehen, welche die Verbotene Stadt darauf großteils in Brand setzten. Im Oktober 1644 wurde nach dem endgültigen Sieg der Mandschus im nördlichen China eine Zeremonie in der Verbotenen Stadt abgehalten, bei welcher der sechsjährige Shunzhi zum ersten Kaiser der Qing-Dynastie ausgerufen wurde. Die Herrscher der Qing-Dynastie änderten die Namen der wichtigsten Gebäude, wobei anstelle des Konzepts der Suprematie dasjenige der Harmonie betont wurde.
1860 besetzten britisch-französische Truppen die Verbotene Stadt bis zum Ende des zweiten Opiumkrieges. 1900 floh die Kaiserinwitwe Cixi während des Boxeraufstandes aus der Verbotenen Stadt, die im folgenden Jahr wiederum von ausländischen Mächten besetzt wurde.
Nach der Xinhai-Revolution dankte der letzte Kaiser, Puyi, 1912 ab. Er lebte nach seiner Abdankung mit seiner Familie noch eine Weile in den Chinesischen Kaiserpalästen. 1924 mussten sie schließlich die Verbotene Stadt verlassen und die Tore wurden für die Bevölkerung geöffnet.
Während andere Monumente während der Kulturrevolution von den Roten Garden geplündert oder gar zerstört wurden, blieb die Verbotene Stadt verschont, da sie durch bewaffnete Kräfte der Volksbefreiungsarmee gesichert wurde.

## Anlage
Der gesamte Baukomplex hat eine Grundfläche von 720.000 m² und eine bebaute Fläche von 150.000 m². Auf dem Gelände befinden sich 890 Paläste mit unzähligen Pavillons mit 8.886 Räumen. Einer Legende nach sollen es eigentlich 9.999½ Räume sein. Der halbe Raum hat symbolischen Charakter. Danach durfte nur der Himmel einen Palast mit 10.000 Räumen besitzen, daher mussten sich die „Söhne des Himmels“ mit 9.999½ zufriedengeben.
Die Gebäude wurden auf weißen, von Balustraden gesäumten Marmorterrassen errichtet und haben geschwungene Pagodendächer in der kaiserlichen Farbe gelb. Die Mauer der Verbotenen Stadt ist 10 Meter hoch und 3428 Meter lang sowie von einem 3800 Meter langen, 52 Meter breiten und 6 Meter tiefen mit Wasser gefüllten Graben umgeben. In jeder Himmelsrichtung befindet sich jeweils ein großes Tor mit einem Turm und an den vier Mauerecken steht jeweils ein Eckturm. Der Haupteingang ist das „Mittagstor“ (Wumen) oder auch „Fünf-Phönix-Tor“.

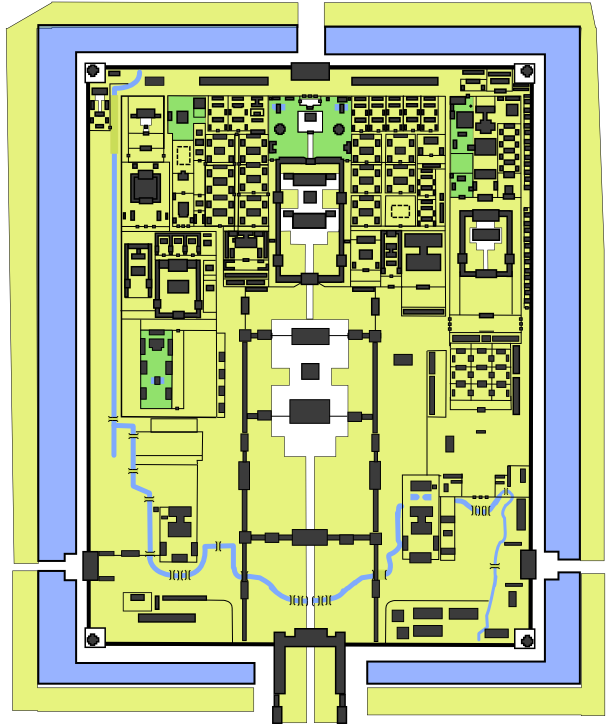
Übersichtskarte

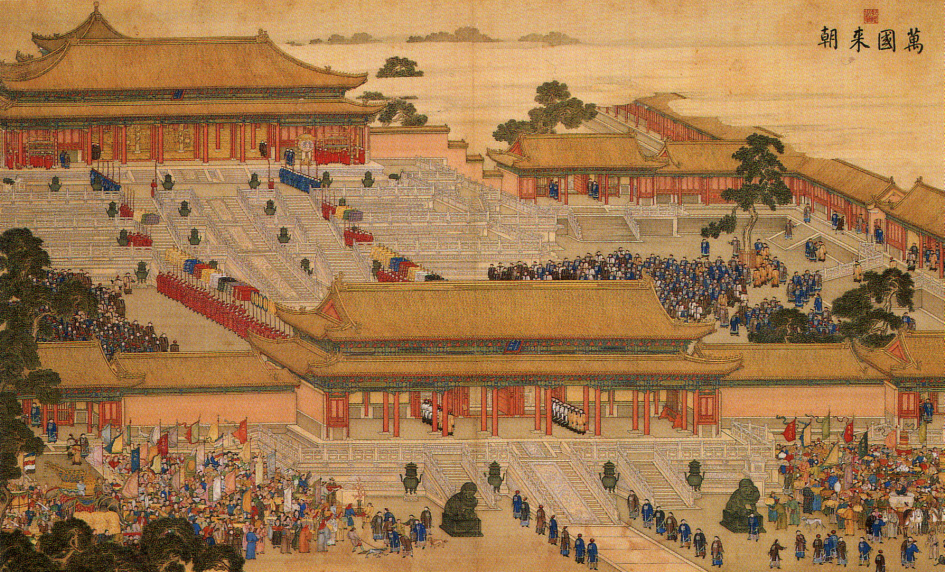
Hofzeremonie in der Verbotenen Stadt unter Kaiser Qianlong, Zeichnung aus dem 18. Jahrhundert

Zijincheng ist in den inneren (Neiting) und äußeren (Waichao) Hof aufgeteilt. Der äußere Hof liegt im Süden und war der offizielle Bereich. Von hier aus wurde in verschiedenen großen Hallen, wie beispielsweise die Halle der Mittleren Harmonie (Zhong He Dian) und die Halle der Wahrung der Harmonie (Bao He Dian) regiert. Das „Tor der Höchsten Harmonie“ wird wie viele der Palasttore von zwei Bronzelöwen (siehe dazu auch Wächterlöwe) bewacht, die die Stärke der kaiserlichen Macht versinnbildlichen, und führt zur „Halle der höchsten Harmonie“ (Tai He Dian). Diese 1420 erbaute, 35 Meter hohe und 2.400 m² große Halle wird von 24 Säulen getragen. Der Drachenthron steht mitten im Raum. Der Thron wird von zwei Elefanten, die den Frieden symbolisieren, bewacht. Benutzt wurde die Halle zur Thronbesteigung eines neuen Kaisers, zu Feierlichkeiten beim Geburtstag des Herrschers, zum neuen Jahr, zur Wintersonnenwendefeier, zur Bekanntgabe der Kandidaten, die die kaiserliche Beamtenprüfung bestanden hatten, oder zur Nominierung der Generäle, wenn ein Feldzug bevorstand. Dort wurden also die wichtigsten Zeremonien der Kaiser abgehalten: Krönungen, Trauungen und die Verleihung von Titeln an hohe Beamte.
Im inneren Hof (Neiting) mit den drei Hauptgebäuden Qianqinggong (Palast der Himmlischen Reinheit), Jiaotaidian (Halle der Berührung von Himmel und Erde) und Kunninggong (Palast der Irdischen Ruhe) lebten die kaiserliche Familie und der Hofstaat: hunderte Hofdamen und die Palasteunuchen. Nördlich vom Palast der Irdischen Ruhe lag der Kaiserliche Garten.
Außerdem gab es viele weitere Paläste, Pavillons und kleine Innenhöfe mit Bereichen für die Kaiserin, die Konkubinen, den Kaiser, wenn er fastete (Fastenpalast), den Kaiser, wenn er allein sein wollte (Yangxindian (Halle zur Bildung der Gefühle)).
Das „Tor der Göttlichen Militärischen Begabung“ (Shenwumen) ist das nördlichste Tor des ganzen Kaiserpalastes. Früher gab es im oberen Teil des Torturms eine Trommel und eine Glocke, die den Palastbewohnern die Zeit mitteilte.

## Im Film
- In dem Spielfilm Der letzte Kaiser ist die Verbotene Stadt Schauplatz der Geschehnisse.
- Der chinesische Regisseur Zhang Yimou ließ für den bis dahin teuersten chinesischen Spielfilm Der Fluch der goldenen Blume Teile des opulent ausgestatteten Inneren aus dem 15. Jahrhundert nachbauen. Auch die Außenanlagen sind im Film Schauplatz.
- Die Dokumentation in der Regie von Bing Zhou und Huan Xu Inside the Forbidden City (Frankreich 2006, 47 Minuten; englisch und deutsch) zeigt Aufnahmen zur Geschichte der Sammlungen (1,5 Mio. Stücke) und den Renovierungsarbeiten in den 1950er und 2000er Jahren, z. B. auch die zweijährige Produktion der speziellen Tonziegel in der Halle der Höchsten Vollendung, der Goldziegel und der Deckengemälde des Ruhestandspalasts oder die Entdeckung von über 3000 tibetisch geschriebenen buddhistischen Dokumenten im Dachstock eines taoistischen Tempels.
- Dokumentation: Pekings verbotene Stadt.[6] Regie Ian Bremner, Großbritannien, 2017, 91 Min., (gesendet bei arte 2018)

## Die Verbotene Stadt heute
Die Verbotene Stadt beherbergt heute das Palastmuseum Peking und ist eine beliebte Touristenattraktion. Bis zu den Olympischen Spielen 2008 wurde sie umfassend restauriert.
Die Ausstellung The Emperor’s Private Paradise: Treasures from the Forbidden City fand im Jahre 2010 im Peabody Essex Museum, in Salem, Massachusetts, statt und zeigte 90 bedeutende Zeremonial- und andere Objekte aus dem versteckten Gartenhaus, das sich Kaiser Qianlong im 18. Jahrhundert in der Verbotenen Stadt errichten ließ. Die meisten der Objekte kamen erst ans Licht der Öffentlichkeit, als die Restaurierung durchgeführt wurde.